# Римский штандарт

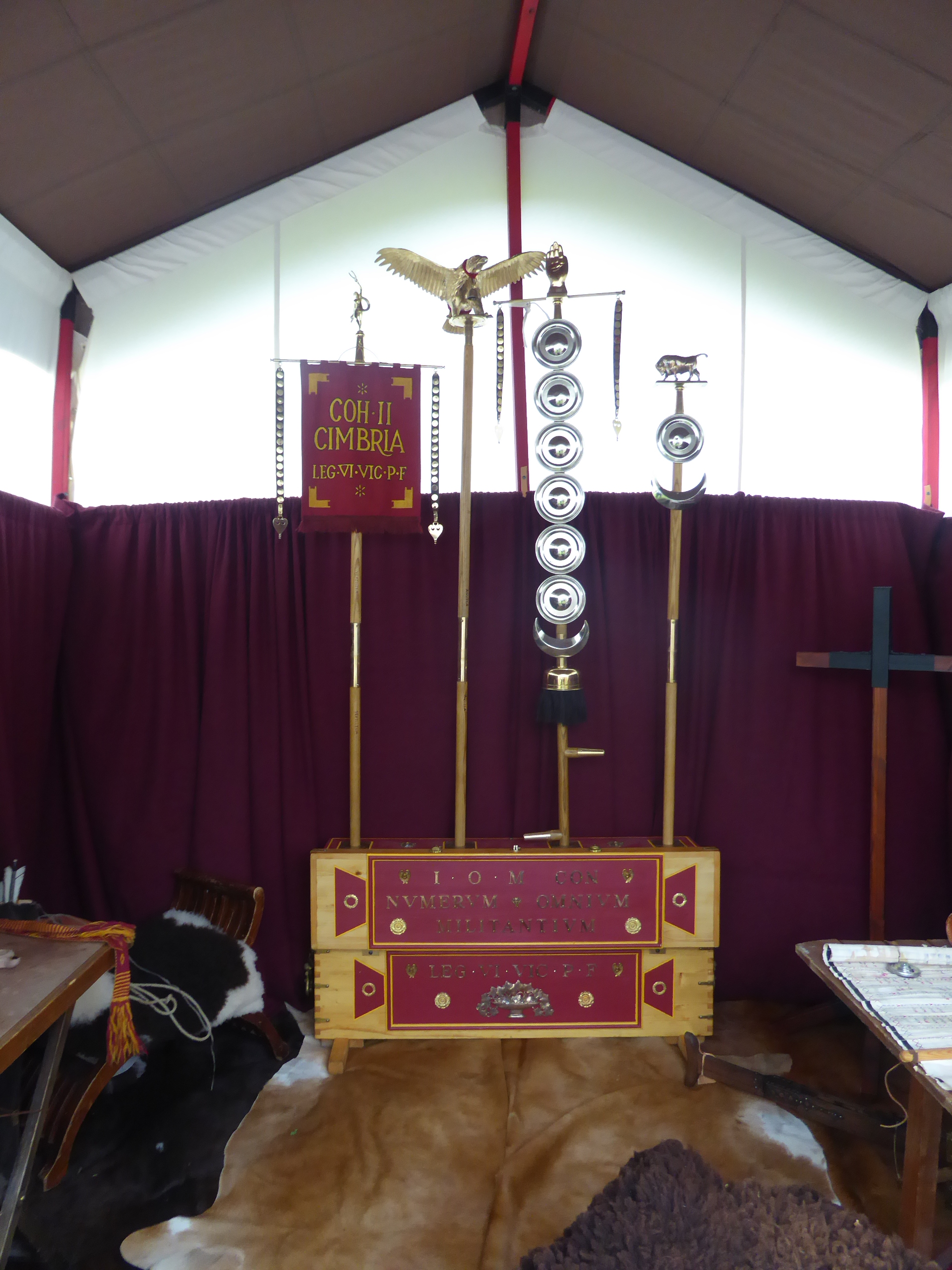
Слева направо: вексиллум, аквила, сигнум, эмблема легиона. Штандарты в полевом шатре (реконструкция)

Штандарты римских легионов (лат. signa militaria — военные значки) — общее название для знамён и значков (отличительных знаков) римских легионов или их подразделений, служивших тактическими направляющими знаками, знаками места сбора и выполнявших функцию боевого знамени, а также имевших сакральное значение.

## Типы знамён и значков

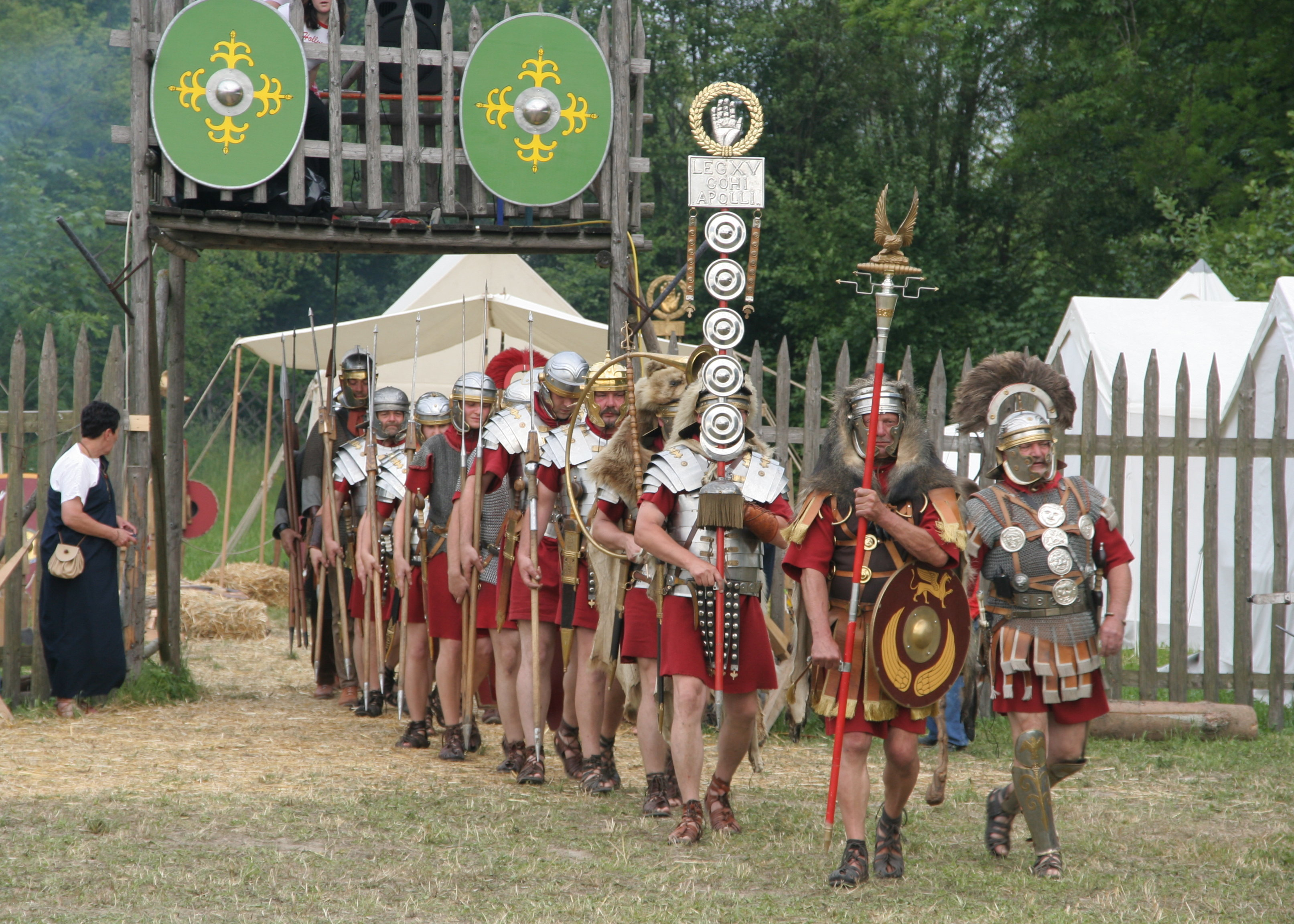

- Аквила (орёл легиона, лат. aquila[3]) — главное знамя и самая почитаемая святыня легиона. Потеря аквилы считалась ужасным бесчестьем; легион, утративший аквилу, расформировывался. Легионный орёл в сражении охранялся первой — тысячной — когортой под руководством центуриона-примипила. Непосредственно держал орла знаменосец легиона (лат. aquilifer — несущий орла) — второй человек в когорте после примипила[4]. Знаменосец: аквилифер.

- Сигнум (лат. signum[5]) — военный знак манипулы, когорты, центурии или турмы. Знак состоял из древка, на котором закреплялись фалеры (специальные диски, использовавшиеся в качестве знаков почета), сверху сигнум венчал наконечник в форме листа или Манус (изображение открытой ладони, символ принесенной легионерами присяги верности). Иногда на древке присутствовали венки, являвшиеся наградами за особые заслуги подразделения. В бою сигнум переносил сигнифер (лат. signifer), который выполнял также функции казначея подразделения[4].

Затем появились специальные знаки различия, которые лучше определяли отдельные воинские части:
- эмблема, символ, который отличал каждый легион от других (например, бык в случае легионов I Augusta, I Germanica, I Italica, III Gallica, III Parthica, IIII Macedonica, V Macedonica, VI Ferrata, VI Victrix, VII Claudia Pia Fidelis, VIII Augusta, X Fretensis, X Gemina); а также множество других символов (орел, Аполлон, баран, козерог, кентавр, аист, кабан, слон, Геракл, богиня Фортуна, молния, грифон, волчица и близнецы, лев, Марс, Минерва, Нептун, пегас и т. д.). Список эмблем см. в Список римских легионов.

- Имаго (лат. imago) — специальный штандарт-значок с изображением императора или одного из членов императорской фамилии. Имаго представляло собой объемное изображение императора, выбитое на листе металла. Имаго появилось в легионах после введения культа императоров при Августе и являлся постоянным напоминанием легиону о верности императору. Имаго переносил имагинифер (лат. imaginifer), который находился исключительно в первой когорте легиона[4].

- Дракон или Драко (лат. draco) — штандарт кавалерии. Вероятно, драконы были заимствованы римской армией у сарматов после того, как сарматы и даки стали включаться римлянами в состав вспомогательной кавалерии (II век н. э.). Дракон представлял собой бронзовую голову, тканевое тело и нечто, напоминавшее хвост, сзади. Воздух проникал в пасть, проходил тело и выходил через развевающийся хвост, наподобие современных ветроуказателей. Также считается, что внутри помещался какой-то инструмент, издававший свист (в летописях указывается, что драконы издавали воющие звуки, когда кавалерия шла в атаку). Переносил дракона специальный драконарий (лат. draconarius).

- Вексиллум (лат. vexillum) — военный знак ветеранских и вспомогательных подразделений, представлявший собой тканое полотнище, подвешенное на горизонтальной планке, закреплённой на древке копья. Знак присваивался, во-первых, ветеранским подразделениям, состоявшим из вексилариусов (лат. vexillarius), которые освобождались от большинства повинностей, исключая непосредственно военные, во-вторых, временным специальным или вспомогательным подразделениям, с целью отличать их от регулярных соединений. За редким исключением, на вексиллуме изображались животные, соответствовавшие знакам Зодиака[4]. Человека, непосредственно переносившего вексиллум, также называли вексилариус или вексиллярий (лат. vexillifer).

- Лабарум (лат. labarum)[6] — поздняя версия вексиллума, на котором вместо старых военных символов была изображена христограмма или крест. Лабарумы были введены императором Константином[7].